# Yvette Williams

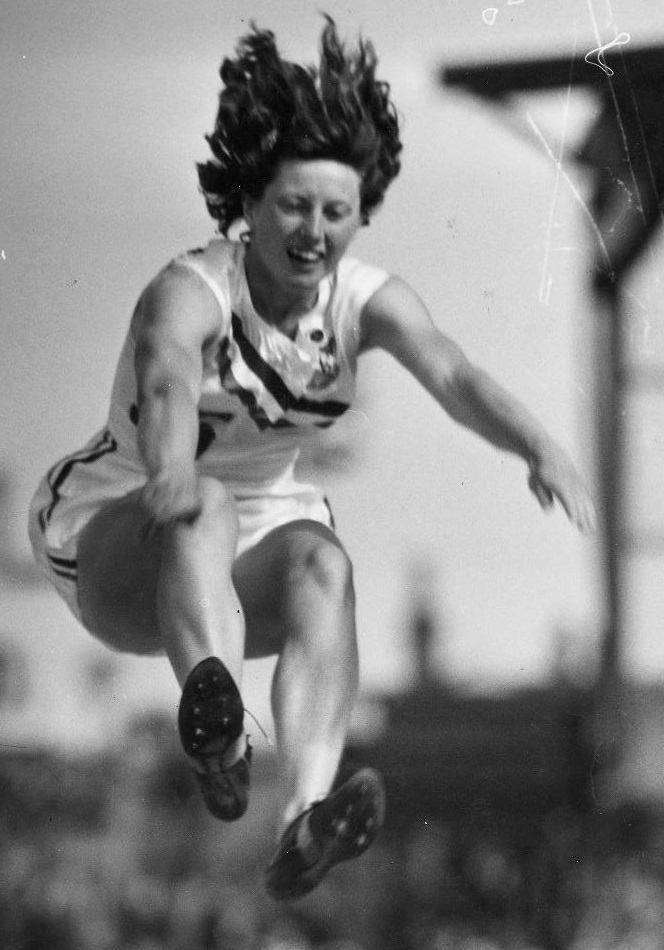
Yvette Williams 1954 in Dunedin

Yvette Williams, DNZM, MBE (Yvette Winifred Williams, verheiratete Corlett; * 25. April 1929 in Dunedin; † 13. April 2019) war eine neuseeländische Leichtathletin, die 1952 Olympiasiegerin im Weitsprung wurde.
Bei den British Empire Games 1950 in Auckland gewann sie die Goldmedaille im Weitsprung mit einer Weite von 5,89 m. 1952 gewann sie bei den Olympischen Spielen in Helsinki in derselben Disziplin die Goldmedaille mit einer Weite von 6,24 m, wurde Sechste im Kugelstoßen und Zehnte im Diskuswurf.
1953 gehörte sie zu den Mitbegründern des Pakuranga Athletic and Harrier Club. Bei den British Empire and Commonwealth Games 1954 in Vancouver verteidigte sie ihren Titel im Weitsprung und holte Gold im Diskuswurf sowie im Kugelstoßen. In Gisborne brach sie 1954 den Weltrekord im Weitsprung mit einer Weite von 6,28 m, welchen sie für 18 Monate hielt.
Darüber hinaus errang sie im Verlauf ihrer Karriere insgesamt 21 neuseeländische Meistertitel in fünf Disziplinen.
Williams spielte Korbball für Otago und die South Island sowie Basketball für Otago und Neuseeland. Ihr Bruder Roy Williams war ein erfolgreicher Mehrkämpfer. Sie heiratete Buddy Corlett, der 1954 Basketball und Softball spielte. Sie änderte daraufhin ihren Namen in Yvette Corlett. Mit ihrem Mann hat sie vier Kinder. 1954 beendete sie ihre Leichtathletik-Karriere. Der neuseeländische Leichtathletikverband kürte sie anlässlich seines hundertjährigen Bestehens 1987 zur Athletin des Jahrhunderts. 1990 wurde sie in die New Zealand Sports Hall of Fame aufgenommen.